# オオゴシ*トモエ
オオゴシ*トモエ（大越 友恵、女性、1978年- ）は、日本のモデラー、ライター。声優ユニット「KiraKira☆メロディ学園」の第1期生。出席番号は11。

## 来歴
広島県出身。プラモデルや工作・日曜大工が好きだった父の影響を受け、オオゴシも工作や手芸などに熱中した。小学生時代には友人とともにSDガンダム BB戦士シリーズ作成に没頭する。6年生夏休みの自由研究では、恐竜のプラモデルを使用したジオラマを作成した。
高校卒業後に上京し声優を目指したが、「女の子のプラモデル好きは珍しい」と月刊ホビージャパンで連載を持つことになり、プロモデラーとなった。
現在は、ワンダーフェスティバルなどの各種イベント参加や、模型製作の講師なども務め、2018年4月27日の自身のtwitterにおいて、大阪芸術大学 キャラクター造形学科の講師に就任したことを発表した。

## 著書
- 『MAX渡辺&大越友恵のガンプラ大好き!』（ホビージャパンムック） ISBN 9784894252837
- 『オオゴシ*トモエとつくるはじめてのプラモデル講座』（大泉書店） ISBN 4278053819
- 『はじめてだってうまくいくガンプラの教科書』（大泉書店） ISBN 978-4278053821
- 『はじめてだってうまくいくガンプラ塗装の教科書』（大泉書店）（2012年7月5日発売） ISBN 978-4278053838
- 『いちばんやさしい ガンプラ「超」入門』（大泉書店）（2013年11月14日発売） ISBN 978-4278053845
- 『できる! プラモデル完全バイブル』（大泉書店）（2016年11月17日発売)  ISBN 978-4278053876